# Tavole separate
Tavole separate (Separate Tables) è un film del 1958 diretto da Delbert Mann. È tratto dall'omonimo testo teatrale del 1954 di Terence Rattigan.

## Trama
Tutto il film si svolge all'interno di un piccolo albergo di Bournemouth, stazione balneare inglese sul canale della Manica, la pensione Beauregard, nei primi anni cinquanta. Sono ospiti fissi l'anziana ed acida signora Maude Reilton-Bell, con la timida e sottomessa, ma talvolta isterica figlia Sibyl; l'altra anziana signora sola, la gentile e comprensiva Lady Gladys Matheson, l'ex preside di scuola media superiore in quiescenza Mister Fowler, la zitella energica e cinica Miss Meacham, gran giocatrice di biliardo ed appassionata di sport equestri, il giovane studente di medicina Charles, che non riesce a preparare il suo esame di anatomia umana (il secondo, poiché la prima volta era stato bocciato) a causa dell'insistenza della fidanzata pittrice Jean, che lo vorrebbe permanentemente con lei, pur rifiutandogli il matrimonio. A questi si aggiungono il Maggiore in quiescenza Pollock e lo scrittore statunitense John Malcolm che, nonostante da quasi cinque anni sia l'amante segreto della titolare della pensione, Miss Cooper, non riesce a dimenticare il suo turbolento matrimonio finito in divorzio e per questo si abbandona spesso al whisky.
La giovane Sibyl è affascinata dal maturo Maggiore Pollock, il quale non perde occasione per citare i suoi successi all'Accademia Militare e le sue avventure belliche sul fronte del Nord Africa durante la seconda guerra mondiale, e viene continuamente rimproverata per questa sua attenzione dall'acida e possessiva madre, che domina con la sua personalità anche la benevola signora Matheson.
Il tran tran quotidiano di questo ambiente, un po' vittoriano e provinciale, viene sconvolto da due eventi. Il primo è l'arrivo nella pensione di Anne Shankland, già nota star americana della moda, che ora, pur essendo ancora una donna affascinante, non ha più l'età per le passerelle dei grandi atelier e gode la ricchezza accumulata fino a poco tempo prima. Ella è stata in realtà, per due anni e tre mesi, la moglie di John Malcolm, al quale ha quasi sempre rifiutato il letto per, a detta di lui, non sciupare il proprio perfetto corpo di modella di fama, al punto che il povero John, esasperato, una notte ha sfondato persino la porta della camera da letto di lei, percuotendola e finendo così per un breve periodo in prigione per aggressione e percosse, con conseguente divorzio. La venuta alla pensione Beauregard viene da lei giustificata all'esterrefatto ex-marito, che la incontra in sala da pranzo dove è arrivato a cena conclusa ed ospiti tutti usciti (tranne Anne), come un suo desiderio di aiutarlo nelle sue difficoltà economiche e sentimentali. Ma John le rinfaccia la sua frigidità e l'accusa di non averlo mai amato, intimandole di andarsene la mattina successiva.
L'altro evento si manifesta attraverso la copia di un giornale locale. Insospettita dal tentativo del maggiore Pollock di appropriarsi della copia di detto giornale e dalla scusa puerile con cui si giustifica, Mrs. Maude Reilton-Bell ne scorre le pagine accuratamente scoprendo l'arcano: in un articolo in cronaca è detto che il Maggiore era comparso il giorno prima di fronte al giudice con l'accusa di molestie sessuali, avendo egli approcciato, nel buio di una sala cinematografica, alcune signore, alle quali si sarebbe rivolto con fare ammiccante, ed una (una sola) di queste l'aveva successivamente denunciato. Il giudice, in considerazione del fatto che era incensurato ed un ex ufficiale dell'Esercito di Sua Maestà Britannica, lo aveva lasciato libero, raccomandandolo per un anno di sorveglianza speciale alla polizia locale. Ma l'altra parte sconvolgente dell'articolo riguardava proprio il suo passato militare: innanzitutto era andato in pensione non come maggiore, ma con il più modesto grado di tenente, non aveva mai frequentato l'Accademia Militare, essendosi arruolato nell'esercito come soldato semplice, ed inoltre durante la guerra non aveva sparato neanche un colpo contro il nemico, poiché aveva trascorso in patria il periodo dal 1939 al 1945, prestando servizio nel Corpo logistico militare della Sussistenza.
Mrs. Maude Reilton-Bell decide di convocare un "consiglio" dei pensionanti che possa presentarsi alla proprietà della pensione per chiedere l'allontanamento del Pollock dall'albergo fin dalla mattina successiva. Buona parte degli ospiti se ne sono però già andati ed all'incontro partecipano, oltre alla Reilton-Bell, la sconvolta figlia Sybil, Lady Gladys Matheson, Mr. Fowler e, invitata a rimanere ed esprimere il suo parere, ma senza diritto di voto, la nuova venuta Anne Shankland, ai quali si aggiunge poco dopo anche John Malcolm. Tranne quest'ultimo, e la sua ex moglie, tutti, plagiati dalla moralista Reilton-Bell, votano per l'allontanamento del Pollock (compare anche per un momento la sportiva Miss Meacham, che però, prima di andarsene, dichiara che a lei non importa nulla di quello che vorranno decidere e quindi, di fatto, si astiene). Mrs. Maude Reilton-Bell viene incaricata di farsi portavoce dei pensionanti presso Miss Cooper.
A tarda sera le cose fra Anne e John precipitano: quest'ultimo rientra, parla con l'ex moglie, si fa convincere a seguirla in camera da letto, ma una telefonata del suo editore proprio ad Anne lo fa andare in bestia e scappare: Anne lo insegue nel corridoio e gli si attacca, John la respinge spintonandola e facendola cadere e se ne va. Nel gran trambusto, accorre Miss Cooper a soccorrere l'ex modella, che per altro non si è fatta nulla, ma che cade preda in una crisi isterica: Miss Cooper passerà tutta la notte a consolare la rivale in amore ed a raccoglierne le confidenze. Anche fra Sybil ed il sedicente maggiore intercorre un drammatico colloquio chiarificatore: Pollock giustifica il suo comportamento con una innata timidezza, che gli ha sempre impedito di far la corte in modo normale ad una donna e che lo ha spinto a millantare titoli e passato militare inesistenti per potersi sentire qualcuno.
L'indomani, a colazione, si ritrovano tutti, compreso John, che ha trascorso la notte camminando ed è tornato per aver notizie della salute della ex-moglie, al cui tavolo va a sedersi, spinto dalla generosità della stessa Cooper. L'ingresso del Pollock irrigidisce tutti, lui si siede al suo tavolino con gli occhi bassi, fingendo di leggere attentamente il menu. Ma John ed Anne gli augurano il buongiorno, altrettanto fanno Miss Meacham e la Matheson, scatenando le ire della Reilton-Bell, che interrompe la propria colazione per uscire, intimando alla figlia Sybil di fare altrettanto; incredibile a dirsi, Sybil per la prima volta si rifiuta di obbedire alla madre e rivolge con molta gentilezza la parola al Signor Pollock. L'ex preside poi si alza e gli porta il giornale con le notizie sportive. Così, allorché Miss Cooper, che già aveva annunciato al Pollock di non ritenere assolutamente necessario che lui lasciasse la sua pensione, viene ad annunciare a quest'ultimo l'arrivo del taxi che lo porterà alla stazione, Pollock decide di farlo rientrare e di rimanere al Beauregard. Anche Jean accetta di sposare finalmente Rogers, pronosticando per loro due una prole consistente. Della coppia Anne-John non si dice nulla di esplicito, ma il colloquio che intercorre tra i due, fra un omaggio e l'altro dei pensionanti al Pollock, fa ritenere che anch'essi si riconcilieranno. L'unica a rimanere a bocca asciutta è la generosa Signora Cooper.

## Riconoscimenti
- 1959 - Premio Oscar
  - Miglior attore protagonista a David Niven
  - Miglior attrice non protagonista a Wendy Hiller
  - Candidatura Miglior film a Harold Hecht
  - Candidatura Miglior attrice protagonista a Deborah Kerr
  - Candidatura Migliore sceneggiatura non originale a Terence Rattigan e John Gay
  - Candidatura Migliore fotografia a Charles Lang
  - Candidatura Miglior colonna sonora a David Raksin
- 1959 - Golden Globe
  - Miglior attore in un film drammatico a David Niven
  - Candidatura Miglior film drammatico
  - Candidatura Migliore regia a Delbert Mann
  - Candidatura Miglior attrice in un film drammatico a Deborah Kerr
  - Candidatura Miglior attrice non protagonista a Wendy Hiller
- 1959 - David di Donatello
  - Miglior attrice straniera a Deborah Kerr
- 1958 - New York Film Critics Circle Award
  - Miglior attore protagonista a David Niven
- 1958 - National Board of Review Award
  - Migliori dieci film